# José Terrón
José Terrón Peñaranda (Madrid, 1939. július 5. – 2019. május 12.) spanyol színész.

## Filmjei
- Pár dollárral többért (Per qualche dollaro in più) (1965)
- Django (1966)
- Arizona Colt (1966)
- Navajo Joe (1966)
- A Jó, a Rossz és a Csúf (Il buono, il brutto, il cattivo) (1966)
- Férfi a férfihoz (Da uomo a uomo) (1967)
- Isten megbocsát, én nem (Dio perdona... Io no!) (1967)
- 15 forche per un assassino (1967)
- Lo voglio morto (1968)
- Shalako (1968)
- Comanche blanco (1968)
- Il pistolero dell'Ave Maria (1969)
- The Deserter (1971)